# Prins Hendrikkade
Le Prins Hendrikkade (le « quai du Prince Henri » en néerlandais) est un quai et une avenue de la ville néerlandaise d'Amsterdam

## Situation et accès
Cette voie est située dans le nord de l'arrondissement du Centre-ville.
Elle débute au niveau du Singel en face de la gare centrale et s'étend vers l'est en passant par l'île du Waalseiland et Rapenburg pour finalement rejoindre la place de Kattenburg. La rue est ainsi située le long du Open Havenfront qui la sépare de la place de la Gare (Stationsplein). De côté ouest, la rue est située dans le prolongement de la S103 qui rejoint la gare d'Amsterdam-Sloterdijk puis Haarlem. À l'est, Prins Hendrikkade croise la Zeedijk et le tunnel de l'IJ, et enjambe entre autres le quai de la Gueldre (Geldersekade).

## Origine du nom
Le quai a été nommé en l'honneur du prince Henri d'Orange-Nassau, le plus jeune fils de Guillaume II et frère de Guillaume III des Pays-Bas, qui fut notamment lieutenant-amiral de la flotte néerlandaise.

## Bâtiments remarquables et lieux de mémoire

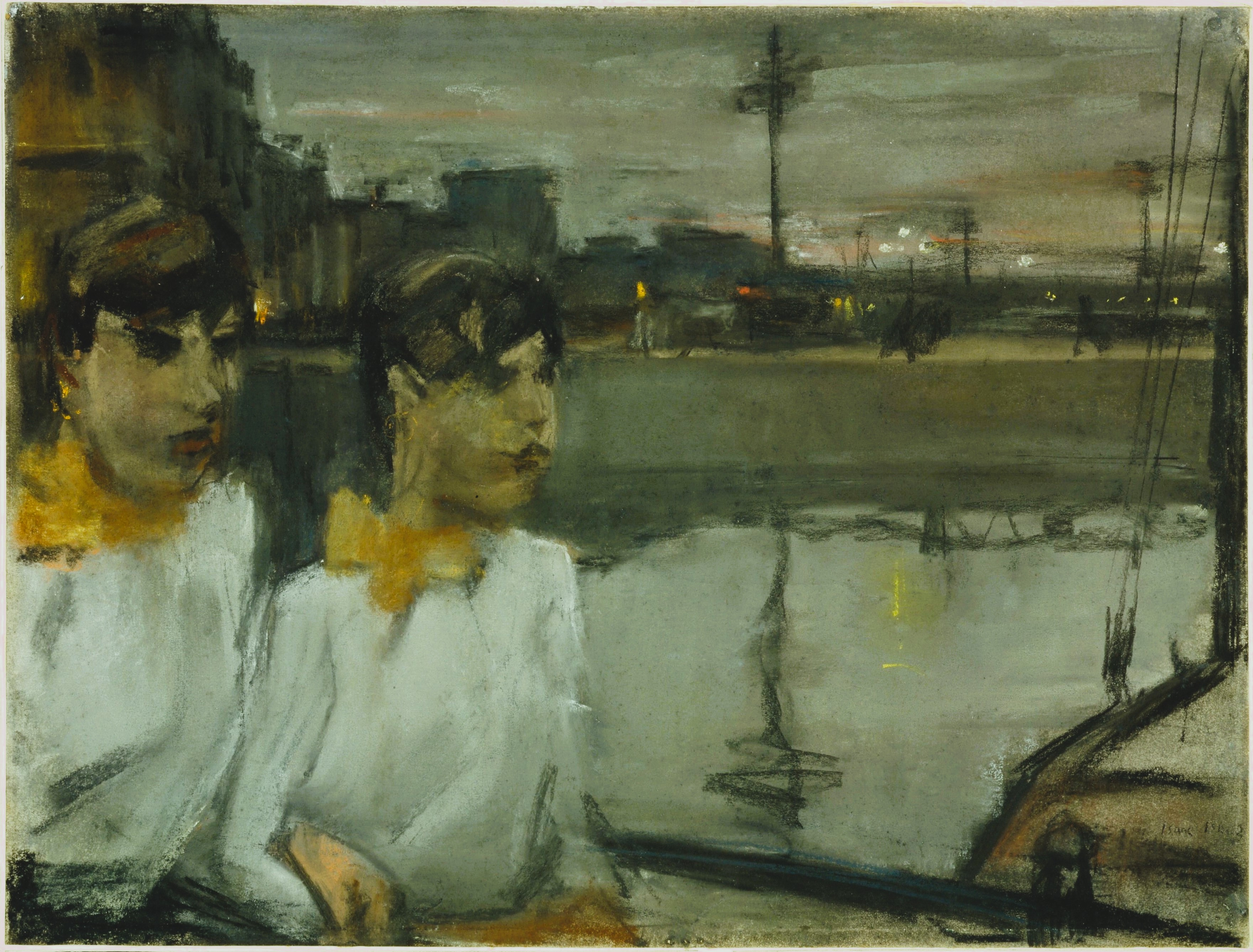
Jeunes filles le long de Prins Hendrikkade, entre 1892 et 1894, Isaac Israëls